# 유희열의 라디오 천국
《유희열의 라디오 천국》은 유희열이 진행했던 라디오 프로그램이다. KBS 쿨FM(수도권 FM 89.1㎒)에서 방송됐으며, 지방에서는 송출되지 않았으나, 이후 앱이 출시되면서부터는 스마트폰으로 수도권 외 타 지역에서도 청취를 할 수 있게 되었다. 2011년 11월 6일 공개 방송을 마지막으로 폐지되었다.

## 요일별 코너
- 월 - 정재형의 'La Vie En Rose' (정재형)
- 화 - 헉소리상담소 (캣우먼 임경선)
- 수 - 라이벌 열전 'The Winner Takes It All'  (10cm, 옥상달빛)
- 목 - happen 남자
- 금 - 금요초대석 'People Are People'
- 토 - 이동진의 '언제나 영화처럼' (이동진 기자)
- 토 - 지금 사러 갑니다
- 일 - 일요야설무대
- 일 - 욕망의 플레이리스트